# Podział administracyjny Saint Lucia

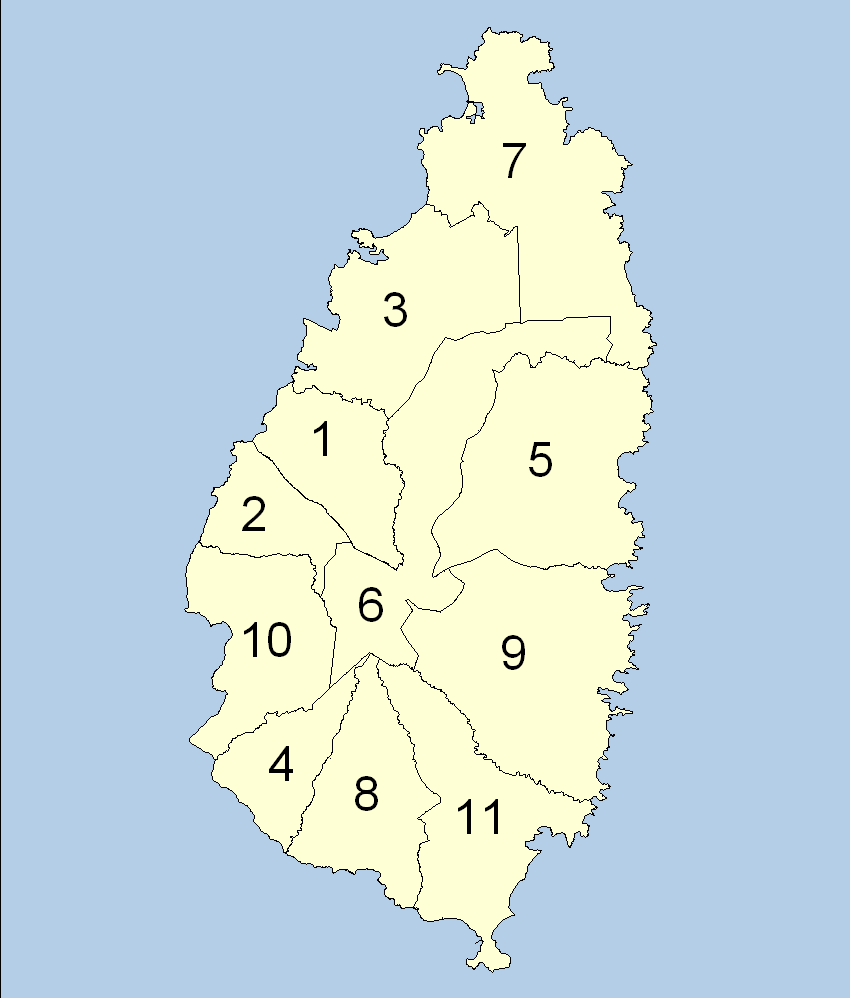
Podział administracyjny Saint Lucia

Saint Lucia podzielona jest na 11 dystryktów (dzielnic):
1. Anse la Raye
2. Canaries
3. Castries
4. Choiseul
5. Dennery
6. Central Forest Reserve
7. Gros Islet
8. Laborie
9. Micoud
10. Soufrière
11. Vieux Fort